# Шпандауэр

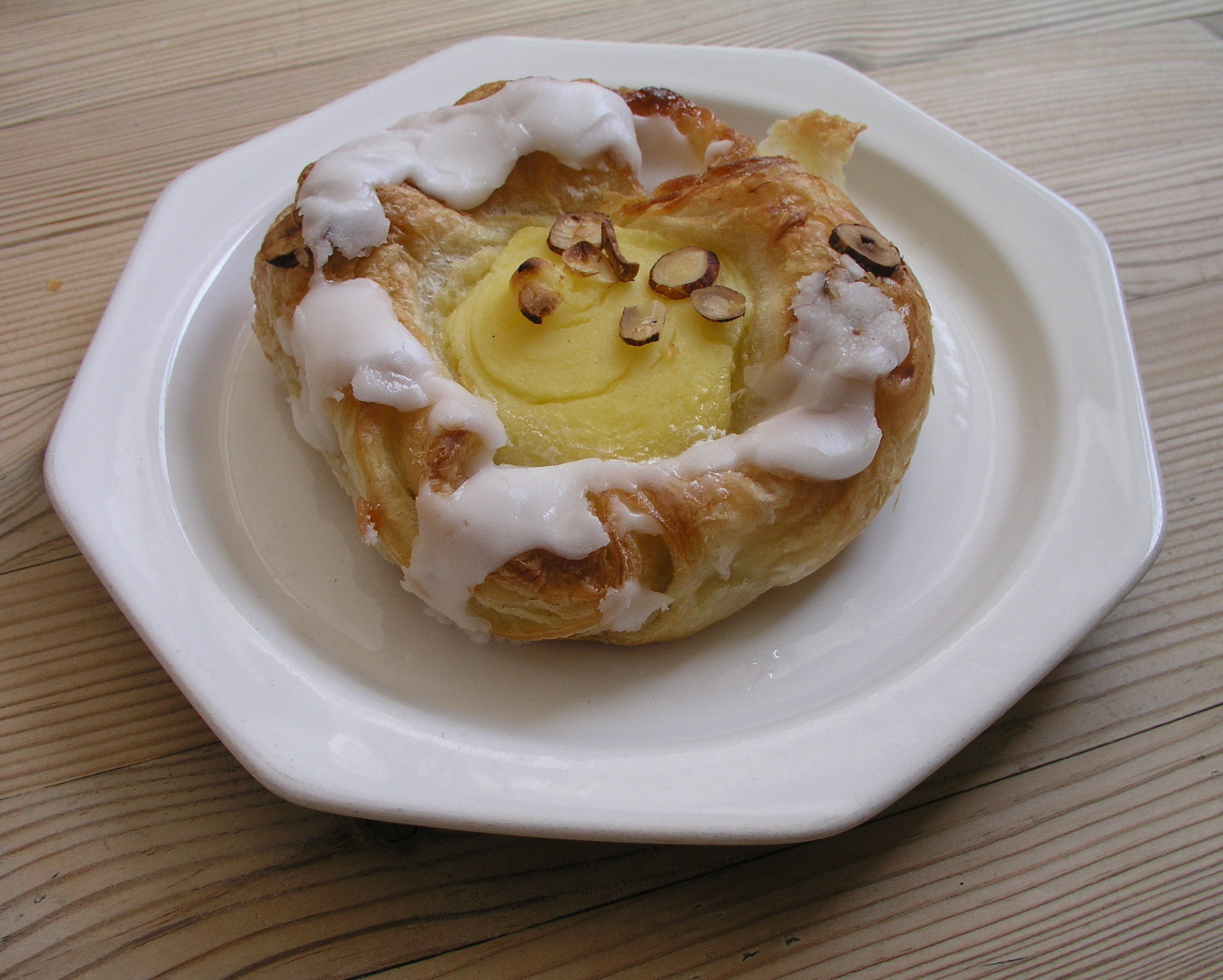
Шпандауэр с кремом

Шпанда́уэр (нем. Spandauer — «шпандауский», «шпандауэц») — датская сладкая сдобная булочка округлой формы с открытой начинкой из крема или повидла посередине, покрытая сахарной глазурью. Известный по всему миру образец датской выпечки. В Дании шпандауэры популярны на завтрак и к послеобеденному кофе.
Согласно датскому толковому словарю название булочки «шпандауэр» фиксируется в документации пекарской гильдии в 1938 году. Относительно происхождения немецкого названия существует неподтверждённая версия, указывающая на сходство формы шпандауэра с Шпандауской цитаделью в Берлине. Уголки квадратной сдобной заготовки для шпандауэра загибают вперёд к центру так, чтобы они образовали «крепостной вал», защищающий сладкую начинку из крема патисьер, яблочного пюре, миндальной пасты или консервированных фруктов.
Шпандауэры выпекают из датского сдобного теста, которое в свою очередь имеет венское происхождение и называется в самой Дании «венская сдоба». В Австрии и Германии датскую выпечку называют копенгагенской, а булочки вида «шпандауэр» — просто плюшками (нем. Plunder). В США, где датская выпечка получила признание с начала XX века, шпандауэры называют «дэнишами» (англ. Danish).